# سونیک سی‌دی
سونیک خارپشت سی‌دی که به‌طور ساده تحت عنوان سونیک سی‌دی (به انگلیسی: Sonic CD) شناخته می‌شود، یک بازی پرشی محصول سال ۱۹۹۳ توسعه‌یافته و منتشر شده توسط سگا برای سگا سی‌دی می‌باشد.